# بوب كينغ (منافس ألعاب قوى)
بوب كينغ (بالإنجليزية: Bob King)‏ هو منافس ألعاب قوى أمريكي، ولد في 20 يونيو 1906 في لوس أنجلوس في الولايات المتحدة، وتوفي في 29 يوليو 1965 في والنوت كريك في الولايات المتحدة.

## وصلات خارجية
- بوب كينغ على موقع أوليمبيديا (الإنجليزية)